# Rugby Americas North Sevens Femenino 2017
El Rugby Americas North Sevens Femenino de 2017 fue la decimotercera edición del torneo femenino de rugby 7 de la confederación norteamericana.
Se disputó el 25 y 26 de noviembre en la Ciudad de México.

## Posiciones
| Equipo               | Encuentros | Encuentros | Encuentros | Encuentros | Tantos  | Tantos    | Tantos     | Puntos |
| Equipo               | jugados    | ganados    | empatados  | perdidos   | a favor | en contra | diferencia | Puntos |
| -------------------- | ---------- | ---------- | ---------- | ---------- | ------- | --------- | ---------- | ------ |
| México               | 6          | 5          | 0          | 1          | 109     | 52        | +57        | 16     |
| Guayana Francesa     | 6          | 4          | 0          | 2          | 143     | 83        | +60        | 14     |
| Jamaica              | 6          | 4          | 0          | 2          | 132     | 74        | +58        | 14     |
| Trinidad y Tobago    | 6          | 4          | 0          | 2          | 86      | 58        | +28        | 14     |
| Guyana               | 6          | 2          | 1          | 3          | 60      | 96        | -36        | 11     |
| República Dominicana | 6          | 1          | 0          | 5          | 85      | 101       | -16        | 8      |
| Bermudas             | 6          | 0          | 1          | 5          | 19      | 170       | -151       | 7      |

### Campeón
| Bandera de México |
| Campeón México    |
| 2.do título       |